# 九龍巴士215X線
九龍巴士215X線是香港九龍的一條日間巴士路線，來往藍田（廣田邨）及九龍站，途經觀塘、九龍灣、紅磡、尖沙咀東部及廣東道。其早上繁忙時間特別班次九龍巴士215P線則由藍田（廣田邨）單向往九龍站。
九龍巴士215R和216R線是香港的一條特別巴士路線，皆是215X線的特別班次，分別由香港體育館及佐敦（匯民道）前往順天邨。

## 歷史
- 1982年11月26日：本線前身15X線開辦，來往藍田（北）及尖沙咀（太陽廣場），是全港首批市區特快巴士路線（同日開辦的還有現已取消的第一代14X線），祇在星期一至六早上及下午繁忙時間提供服務。
- 1985年9月28日：尖沙咀總站遷往中間道。
- 1987年10月19日：尖沙咀總站遷往漢口道。
- 1992年12月14日：藍田總站遷往藍田（廣田邨）巴士總站，改經連德道及碧雲道。
- 1995年5月22日：提升至每天全日行走及提供全線空調服務，路線編號改為215X，九龍西總站被延長至佐敦道（廣東道）。往佐敦道方向依原線行駛至尖沙咀天星碼頭後，改經梳士巴利道、九龍公園徑、廣東道、佐敦道及廣東道；往藍田方向則途經廣東道、甘肅街、渡船街、廣東道及梳士巴利道，然後返回原線。
- 1998年6月22日：配合地鐵（現稱港鐵）東涌綫及機場快綫通車，路線由佐敦道（廣東道）延長至九龍地鐵站（現稱九龍站）。往九龍站方向，改經D11路（佐敦道）、SR7路（雅翔道）及站內通道；往藍田方向途經站內通道、臨時連接路、D12路（柯士甸道西）、P1路（連翔道）及SR4路（匯翔道），然後折返廣東道，來回程不再途經佐敦道以北的道路。與此同時，佐敦道（廣東道）巴士總站失去功用，只作為交通改道期間的臨時總站，並易名為佐敦（廣東道）。
- 2001年10月21日：不再途經尖沙咀碼頭巴士總站。
- 2006年6月16日：往九龍站方向繞經觀塘道隧道。
- 2011年1月2日：受西九龍站工程影響，走線修改如下[1]：
  - 往九龍站方向到達廣東道後，改經匯翔道、匯民道、柯士甸道西、雅翔道及九龍站通道，不再途經佐敦道近連翔道一段；
  - 往藍田方向在九龍站開出後，途經九龍站通道、雅翔道、柯士甸道西、匯民道、匯翔道、廣東道，然後返回原線，不再途經連翔道。
- 2012年9月28日：增設早上特別班次215P，由廣田邨開出後改經油塘高超道和鯉魚門道往藍田站，然後沿215X的路程往九龍站。
- 2015年9月5日：增設到站時間預報。[2]
- 2016年2月2日：匯民道南行受西九龍站工程影響而封閉，往九龍站方向由廣東道北行直接左轉入柯士甸道西，不再途經經匯翔道及匯民道，並取消柯士甸站分站。
- 2018年1月21日：R215線開辦。[3]
- 2018年7月6日：215R線投入服務。只在香港體育館舉行活動散場後行走，是因應運輸署及警方為了針對日趨嚴重的非法屋邨巴士違規經營影響交通秩序，決定大力取締該等巴士線，而要求九巴開辦的特別服務，路線在紅磡香港體育館上客後便取道快速公路直達油塘、藍田、安達臣道發展區及順利邨。
- 2020年9月19日：215P線取消星期六服務。[4]
- 2021年10月18日：215X線往藍田方向增設柯士甸道西「環球貿易廣場」站。[5]
- 2022年1月1日：配合西九文化區「香港跨年倒數演唱會」活動於該天凌晨結束，216R線投入服務。[6]

## 服務時間及班次
215X
| 藍田（廣田邨）開 | 藍田（廣田邨）開 | 藍田（廣田邨）開 | 九龍站開         | 九龍站開    | 九龍站開     |
| 日期             | 服務時間         | 班次（分鐘）     | 日期             | 服務時間    | 班次（分鐘） |
| ---------------- | ---------------- | ---------------- | ---------------- | ----------- | ------------ |
| 星期一至五       | 05:45            | 05:45            | 星期一至五       | 06:40-07:25 | 15           |
| 星期一至五       | 06:00-06:24      | 12               | 星期一至五       | 07:25-07:45 | 10           |
| 星期一至五       | 06:24-06:54      | 10               | 星期一至五       | 07:45-08:09 | 8            |
| 星期一至五       | 06:54-07:42      | 8                | 星期一至五       | 08:09-08:54 | 9            |
| 星期一至五       | 07:42-09:00      | 6                | 星期一至五       | 08:54-09:30 | 12           |
| 星期一至五       | 09:00-09:30      | 7/8              | 星期一至五       | 09:30-10:00 | 10           |
| 星期一至五       | 09:30-17:30      | 10               | 星期一至五       | 10:00-11:00 | 12           |
| 星期一至五       | 17:30-18:00      | 6                | 星期一至五       | 11:00-16:00 | 10           |
| 星期一至五       | 18:00-19:00      | 10               | 星期一至五       | 16:00-16:48 | 8            |
| 星期一至五       | 19:00-20:45      | 15               | 星期一至五       | 16:48-17:48 | 6            |
| 星期一至五       | 20:45-23:05      | 20               | 星期一至五       | 17:48-18:08 | 5            |
|                  |                  |                  | 星期一至五       | 18:08-18:56 | 6            |
| 18:56-20:00      | 8                |                  | 星期一至五       |             |              |
| 20:00-20:20      | 10               |                  | 星期一至五       |             |              |
| 20:20-22:20      | 8                |                  | 星期一至五       |             |              |
| 22:20-22:50      | 10               |                  | 星期一至五       |             |              |
| 22:50-23:50      | 12               |                  | 星期一至五       |             |              |
| 23:50-00:30      | 20               |                  | 星期一至五       |             |              |
| 星期六           | 05:45-06:00      | 15               | 星期六           | 06:40-10:10 | 15           |
| 星期六           | 06:00-07:00      | 12               | 星期六           | 10:10-11:22 | 12           |
| 星期六           | 07:00-18:20      | 8                | 星期六           | 11:22-11:32 | 10           |
| 星期六           | 18:20-19:00      | 10               | 星期六           | 11:32-17:00 | 8            |
| 星期六           | 19:00-20:00      | 12               | 星期六           | 17:00-18:30 | 6            |
| 星期六           | 20:00-20:45      | 15               | 星期六           | 18:30-22:30 | 8            |
| 星期六           | 20:45-23:05      | 20               | 星期六           | 22:30-23:20 | 10           |
|                  |                  |                  | 星期六           | 23:20-23:50 | 15           |
| 23:50-00:30      | 20               |                  | 星期六           |             |              |
| 星期日及公眾假期 | 05:45-06:45      | 20               | 星期日及公眾假期 | 06:40-09:40 | 20           |
| 星期日及公眾假期 | 06:45-09:00      | 15               | 星期日及公眾假期 | 09:40-16:00 | 10           |
| 星期日及公眾假期 | 09:00-18:20      | 10               | 星期日及公眾假期 | 16:00-21:20 | 8            |
| 星期日及公眾假期 | 18:20-19:20      | 12               | 星期日及公眾假期 | 21:20-21:50 | 10           |
| 星期日及公眾假期 | 19:20-21:05      | 15               | 星期日及公眾假期 | 21:50-22:50 | 12           |
| 星期日及公眾假期 | 21:05-23:05      | 20               | 星期日及公眾假期 | 22:50-23:50 | 15           |
| 星期日及公眾假期 | 23:50-00:30      | 20               |                  |             |              |

以下時段所有從藍田（廣田邨）開出之班次，將不停靠紅磡曲街巴士站
- 星期一至五（公眾假期除外）：07:10-09:30、17:00-19:00

215P
- 星期一至五
  - 藍田（廣田邨）開：08:00

星期六、日及公眾假期不設服務

## 收費
| 路線       | 全程收費 | 分段收費                                                                                         |
| ---------- | -------- | ------------------------------------------------------------------------------------------------ |
| 215X       | $8.3     | - 順業街往藍田（廣田邨）：$6.4 - 觀塘市中心往藍田（廣田邨）：$5.0 - 藍田站往藍田（廣田邨）：$3.7 |
| 215P       | $8.3     | - 不設分段收費                                                                                   |
| 215R／216R | $19.1    | - 不設分段收費                                                                                   |
| R215       | $18.2    | - 不設分段收費                                                                                   |

| - 本線設有12歲以下小童及65歲或以上長者半價優惠。 - 65歲或以上香港居民使用「樂悠咭」，以及12歲以下合資格殘疾兒童使用「殘疾人士身份」個人八達通繳付車資，均可享有每程$2.0或半價（以較低者為準）的票價優惠；12至64歲合資格殘疾人士使用「殘疾人士身份」個人八達通（包括「樂悠咭」），以及60至64歲香港居民使用「樂悠咭」繳付車資，均可享有每程$2.0或全費（以較低者為準）的票價優惠。 - 65歲或以上長者如使用長者或一般個人八達通繳付車資，則只可享有半價優惠；12至64歲合資格殘疾人士如不使用「殘疾人士身份」個人八達通，以及60至64歲人士如不使用「樂悠咭」繳付車資，必須繳付全費。 - 乘客可以現金或八達通於上車時付款，不設找續。 - 每位成人乘客可免費攜帶最多兩名4歲以下而不佔座位的兒童乘客乘車，超額之4歲以下小童必須繳付小童車費乘車。 - 持有「九巴月票」之乘客在車票有效期內，每日可享最多10程任何九龍巴士及龍運巴士路線（包括本路線，以及聯營路線的九龍巴士／龍運巴士提供的班次；惟乘搭機場「A」及「NA」線則可享原價二七折優惠（不會計算每天10次合資格車程））；而B1線則每日可享最多各2程（不會計算每天10次合資格車程）。 - 九龍巴士、城巴、龍運巴士及陽光巴士全職員工及家屬（不包括外判職員）可免費乘搭本路線，惟必須拍職員或職員家屬八達通。 - 乘客亦可透過多元化電子支付系統（e度嘟）繳付車資，包括使用非接觸式VISA卡、JCB卡、萬事達卡、銀聯卡、美國運通、大來國際、Discover Card、Apple Pay、Google Pay、Samsung Pay、AlipayHK「易乘碼」、支付寶、WeChatHK／微信支付「搭車碼」、銀聯雲閃付「乘車碼」及BOC Pay「乘車碼」。乘客使用此付款方式，使用此支付方式的乘客可享有中途下車之分段收費，以及與其他九巴／龍運獨營路線或聯營線九巴／龍運班次之轉乘優惠，惟不適用於與非九巴／龍運路線之轉乘優惠，亦不能享有「公共交通費用補貼計劃」及「長者及合資格殘疾人士公共交通票價優惠計劃」。 |

### 八達通轉乘優惠
215X／215P←→5R
- 5R往觀塘→215X往藍田，次程可獲$2.0優惠
- 215X／215P往九龍站→5R往啟德郵輪碼頭，次程可獲$2.0優惠

215X→14、14X
- 215X往藍田→14往油塘，次程免費

215X／215P←→213B、213M、213S
- 213B、213M、213S往藍田→215X／215P往九龍站，次程可獲$4.2優惠
- 215X往藍田→213B、213M、213S往安達／安泰，次程可獲$4.2優惠

215X／215P←→98、98A、296A
- 98、98A、296A往牛頭角站→215X／215P往九龍站，次程可獲$4.2優惠
- 215X往藍田→98、98A、296A往將軍澳，次程可獲$4.2優惠

215X／215P←→W2
- W2往觀塘站→215X往藍田，只須付$2.0
- 215X／215P往九龍站→西九龍站，次程免費

215X←→108
- 108往啟業→215X往藍田，次程免費
- 215X往九龍站→108往寶馬山，次程可獲$7.5優惠

## 用車演變史
此路線開辦之初，九巴派出利蘭奧林比安11米（AL）、丹尼士巨龍11米（AD）及富豪奧林比安11、12米（3AV）為此路線掛牌車。踏入廿一世紀，此路線獲派丹尼士三叉戟12米（ATR，已撤離）及富豪超級奧林比安12米（3ASV，已退役），提供低地台服務，直至2015年才全線低地台化。
2014年，九巴曾將直梯巴士行走，包括富豪B9TL（AVBE，已撤離）及Enviro500（ATE，已撤離），卻在2015年全線低地台化同時全面改派富豪超級奧林比安（3ASV）行走。
專營巴士低排放區政策於2016年生效，215X線雖未有途經任何低排放區，其中兩條字軌卻因需要柯打駛經中環低排放區的601P線，而獲改派原屬107線的Enviro500 MMC（ATENU）。
2016年11月起，此路線再獲調入原為101線用車的Enviro500 MMC（ATENU）Facelift，直至2017年4月被富豪B9TL（AVBWU）取代為止。同年8月，九巴更以披上「城市脈搏」塗裝的富豪B9TL「紅蛋」替代此路線多輛用車。
2018年5月起，此路線七度更換共21部披上「城市脈搏」塗裝的Enviro500 MMC，以取代所有原有掛牌。

## 使用車輛
現時本線獲派19輛亞歷山大丹尼士Enviro 500 MMC 12米（ATENU）雙層空調巴士，均屬九龍灣車廠。
| 車隊編號 | 車牌   |
| -------- | ------ |
| AVBWU599 | UX9958 |
| AVBWU606 | UY3709 |
| AVBWU660 | VA6783 |
| ATENU283 | SS 273 |
| ATENU284 | SS 390 |
| AVBWU726 | VE251  |
| AVBWU759 | TC9626 |
| AVBWU785 | VJ8267 |
| ATENU421 | TE3975 |
| ATENU458 | TF7693 |
| ATENU588 | TM4712 |
| ATENU630 | TN6570 |
| ATENU642 | TN6754 |
| ATENU675 | TP7028 |
| ATENU676 | TP6791 |
| ATENU679 | TP7390 |
| ATENU851 | TV9138 |
| ATENU798 | TU4006 |
| ATENU802 | TV935  |

## 行車路線
215X／215P

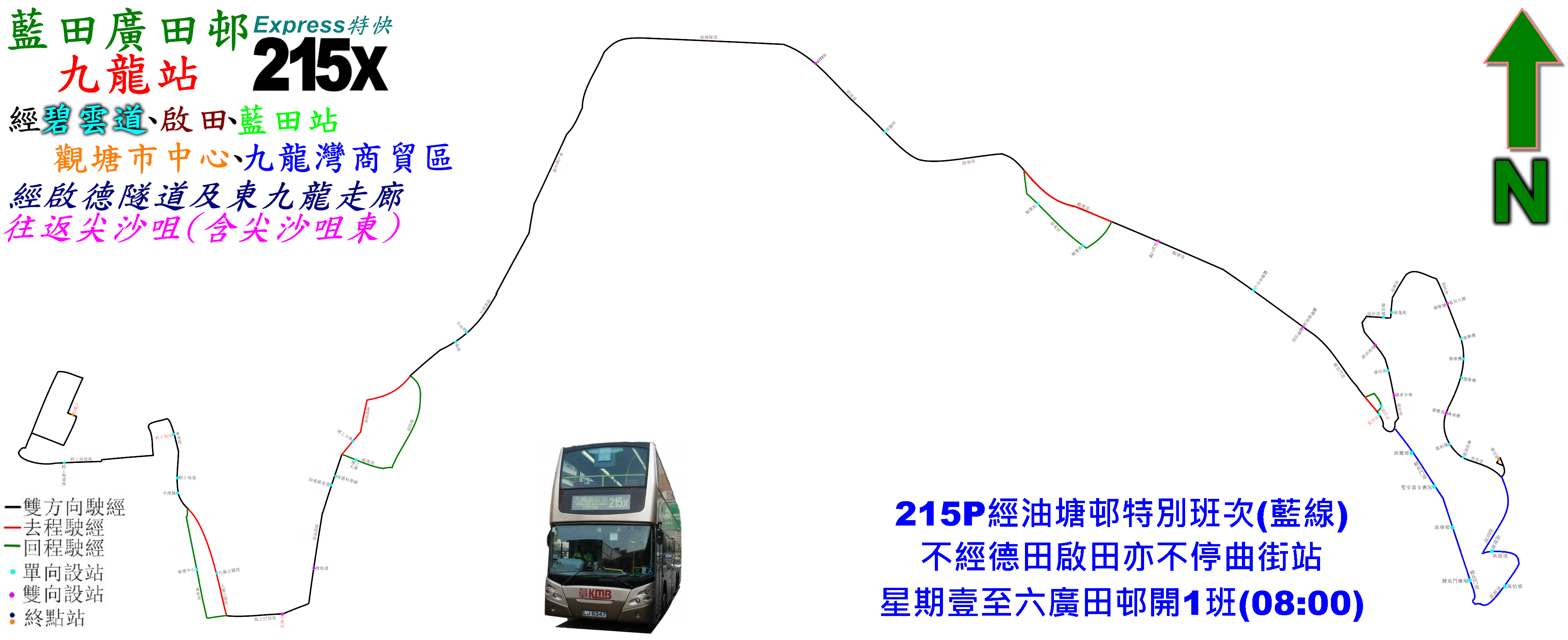
此線與215P的走線圖，當中藍線表示215P的走線

藍田（廣田邨）開經：碧雲道、連德道、德田街、啟田道、鯉魚門道、觀塘道、隧道、觀塘道、天橋、啟福道、啟德隧道、東九龍走廊、漆咸道北、漆咸道南、梳士巴利道、九龍公園徑、廣東道、柯士甸道西、雅翔道、迴旋處、雅翔道及九龍站站內通道。
- 註：215P線改經高超道，不經斜體字的街道。

九龍站開經：九龍站站內通道、雅翔道、柯士甸道西、廣東道、梳士巴利道、漆咸道南、暢運道、康泰徑、康莊道、天橋、漆咸道北、東九龍走廊、啟德隧道、啟福道、天橋、偉業街、勵業街、觀塘道、隧道、觀塘道、鯉魚門道、藍田站巴士總站、鯉魚門道、啟田道、德田街、連德道及碧雲道。
215R／216R
經：（匯民道、佐敦道、加士居道）暢運道、漆咸道南、漆咸道北、東九龍走廊、啟德隧道、啟福道、觀塘道、鯉魚門道、高超道、碧雲道、連德道、秀茂坪道、寶琳路、安秀道、安翠街、安秀道、清水灣道、新清水灣道、利安道、新利街、順清街、順利邨道、順景街、利安道及順安道。

### 沿線車站
215X／215P
| 藍田（廣田邨）開                           | 藍田（廣田邨）開                           | 藍田（廣田邨）開                           | 藍田（廣田邨）開                           | 藍田（廣田邨）開                           | 藍田（廣田邨）開                           | 九龍站開 (215X) | 九龍站開 (215X)                                  | 九龍站開 (215X)      |
| 序號                                       | 序號                                       | 車站名稱                                   | 車站名稱                                   | 位置                                       | 位置                                       | 序號            | 車站名稱                                         | 位置                 |
| ------------------------------------------ | ------------------------------------------ | ------------------------------------------ | ------------------------------------------ | ------------------------------------------ | ------------------------------------------ | --------------- | ------------------------------------------------ | -------------------- |
| 1                                          | 1                                          | 藍田（廣田邨）巴士總站                     | 藍田（廣田邨）巴士總站                     | 藍田（廣田邨）巴士總站                     | 藍田（廣田邨）巴士總站                     | 1               | 九龍站巴士總站                                   | 九龍站公共運輸交匯處 |
| （兩線方向在此分開，其後路線及車站不相同） | （兩線方向在此分開，其後路線及車站不相同） | （兩線方向在此分開，其後路線及車站不相同） | （兩線方向在此分開，其後路線及車站不相同） | （兩線方向在此分開，其後路線及車站不相同） | （兩線方向在此分開，其後路線及車站不相同） | 2               | 西區海底隧道轉車站－雅翔道（環球貿易廣場）（C1） | 雅翔道               |
| 序號 (215X)                                | 車站名稱(215X)                             | 位置(215X)                                 | 序號(215P)                                 | 車站名稱(215P)                             | 位置(215P)                                 | 3               | 柯士甸道                                         | 廣東道               |
| 2                                          | 康栢苑龍栢閣                               | 碧雲道                                     | 2                                          | 高俊苑                                     | 高超道                                     | 4               | 新港中心                                         | 廣東道               |
| 3                                          | 康雅苑                                     | 碧雲道                                     | 3                                          | 高怡邨                                     | 高超道                                     | 5               | 尖東站                                           | 梳士巴利道           |
| 4                                          | 德田邨德康樓                               | 碧雲道                                     | 4                                          | 鯉魚門廣場                                 | 鯉魚門道                                   | 6               | 麽地道                                           | 漆咸道南             |
| 5                                          | 德田邨德敬樓                               | 碧雲道                                     | 5                                          | 油塘邨                                     | 鯉魚門道                                   | 7               | 加連威老道                                       | 漆咸道南             |
| 6                                          | 康逸苑                                     | 連德道                                     | 6                                          | 聖安當女書院                               | 鯉魚門道                                   | 8               | 香港理工大學                                     | 暢運道               |
| 7                                          | 啟田商場                                   | 啟田道                                     | 不適用                                     | 不適用                                     | 不適用                                     | 9               | 山谷道                                           | 漆咸道北             |
| 8                                          | 基孝中學                                   | 啟田道                                     | 不適用                                     | 不適用                                     | 不適用                                     | 10              | 啟德隧道轉車站－啟福道（K1）                     | 啟福道               |
| （兩線在此交匯，其後路線及車站相同）       | （兩線在此交匯，其後路線及車站相同）       | （兩線在此交匯，其後路線及車站相同）       | （兩線在此交匯，其後路線及車站相同）       | （兩線在此交匯，其後路線及車站相同）       | （兩線在此交匯，其後路線及車站相同）       | 11              | 宏通街                                           | 啟福道               |
| 序號 (215X)                                | 序號(215P)                                 | 車站名稱                                   | 車站名稱                                   | 位置                                       | 位置                                       | 12              | 順業街                                           | 偉業街               |
| 9                                          | 7                                          | 藍田站                                     | 藍田站                                     | 鯉魚門道                                   | 鯉魚門道                                   | 13              | 勵業街                                           | 偉業街               |
| 10                                         | 8                                          | 觀塘法院（F3）                             | 觀塘法院（F3）                             | 鯉魚門道                                   | 鯉魚門道                                   | 14              | 創紀之城（U5）                                   | 觀塘道               |
| 11                                         | 9                                          | 觀塘轉車站－創紀之城（B9）                 | 觀塘轉車站－創紀之城（B9）                 | 觀塘道                                     | 觀塘道                                     | 15              | 觀塘轉車站－觀塘市中心（T5）                     | 觀塘道               |
| 12                                         | 10                                         | 啟德隧道轉車站－啟福道（L1）               | 啟德隧道轉車站－啟福道（L1）               | 啟福道                                     | 啟福道                                     | 16              | 觀塘游泳池（R2）                                 | 鯉魚門道             |
| 13*                                        | 不適用                                     | 曲街                                       | 曲街                                       | 漆咸道北                                   | 漆咸道北                                   | 17              | 藍田站                                           | 藍田公共運輸交匯處   |
| 14                                         | 11                                         | 香港理工大學                               | 香港理工大學                               | 漆咸道南                                   | 漆咸道南                                   | 18              | 基孝中學                                         | 啟田道               |
| 15                                         | 12                                         | 香港科學館                                 | 香港科學館                                 | 漆咸道南                                   | 漆咸道南                                   | 19              | 康田苑                                           | 啟田道               |
| 16                                         | 13                                         | 麼地道                                     | 麼地道                                     | 漆咸道南                                   | 漆咸道南                                   | 20              | 啟田商場                                         | 啟田道               |
| 17                                         | 14                                         | 尖東站                                     | 尖東站                                     | 梳士巴利道                                 | 梳士巴利道                                 | 21              | 啟田邨                                           | 德田街               |
| 18                                         | 15                                         | 九龍公園徑                                 | 九龍公園徑                                 | 九龍公園徑                                 | 九龍公園徑                                 | 22              | 藍田公園                                         | 碧雲道               |
| 19                                         | 16                                         | 中港城                                     | 中港城                                     | 廣東道                                     | 廣東道                                     | 23              | 德田邨德樂樓                                     | 碧雲道               |
| 20                                         | 17                                         | 柯士甸道西                                 | 柯士甸道西                                 | 柯士甸道西                                 | 柯士甸道西                                 | 24              | 德田邨德隆樓                                     | 碧雲道               |
| 21                                         | 18                                         | 九龍站巴士總站                             | 九龍站巴士總站                             | 九龍站公共運輸交匯處                       | 九龍站公共運輸交匯處                       | 25              | 廣田邨廣靖樓                                     | 碧雲道               |
|                                            |                                            |                                            |                                            |                                            |                                            | 26              | 廣田商場                                         | 碧雲道               |
| 27                                         | 藍田（廣田邨）巴士總站                     | 藍田（廣田邨）巴士總站                     |                                            |                                            |                                            |                 |                                                  |                      |

- 星期一至五（公眾假期除外）07:10-09:30及17:00-19:00由藍田開出的215X班次將不停有 * 號之車站

215R/216R
| 香港體育館開                              | 香港體育館開 | 香港體育館開                 | 佐敦（匯民道）開             | 佐敦（匯民道）開 | 佐敦（匯民道）開 |
| 序號                                      | 車站名稱     | 位置                         | 序號                         | 車站名稱         | 位置             |
| ----------------------------------------- | ------------ | ---------------------------- | ---------------------------- | ---------------- | ---------------- |
| 1                                         | 香港體育館   | 暢運道                       | 1                            | 西九龍站         | 匯民道           |
| （兩線在此交匯，其後路線及車站相同）      |              |                              |                              |                  |                  |
| 東九龍走廊、啟德隧道、啟福道、 雅麗道天橋 |              |                              |                              |                  |                  |
| 序號                                      | 序號         | 車站名稱                     | 車站名稱                     | 位置             | 位置             |
| 2                                         | 2            | 觀塘轉車站－觀塘市中心（T5） | 觀塘轉車站－觀塘市中心（T5） | 觀塘道           | 觀塘道           |
| 3                                         | 3            | 觀塘游泳池（R2）             | 觀塘游泳池（R2）             | 鯉魚門道         | 鯉魚門道         |
| 4                                         | 4            | 藍田站                       | 藍田站                       | 鯉魚門道         | 鯉魚門道         |
| 5                                         | 5            | 聖安當女書院                 | 聖安當女書院                 | 鯉魚門道         | 鯉魚門道         |
| 6                                         | 6            | 油塘邨                       | 油塘邨                       | 鯉魚門道         | 鯉魚門道         |
| 7                                         | 7            | 高怡邨                       | 高怡邨                       | 高超道           | 高超道           |
| 8                                         | 8            | 高俊苑                       | 高俊苑                       | 高超道           | 高超道           |
| 9                                         | 9            | 康栢苑金栢閣                 | 康栢苑金栢閣                 | 碧雲道           | 碧雲道           |
| 10                                        | 10           | 康栢苑龍栢閣                 | 康栢苑龍栢閣                 | 碧雲道           | 碧雲道           |
| 11                                        | 11           | 康雅苑                       | 康雅苑                       | 碧雲道           | 碧雲道           |
| 12                                        | 12           | 德田邨德康樓                 | 德田邨德康樓                 | 碧雲道           | 碧雲道           |
| 13                                        | 13           | 德田邨德敬樓                 | 德田邨德敬樓                 | 碧雲道           | 碧雲道           |
| 14                                        | 14           | 興田邨                       | 興田邨                       | 連德道           | 連德道           |
| 15                                        | 15           | 安達邨善達樓                 | 安達邨善達樓                 | 安翠街           | 安翠街           |
| 16                                        | 16           | 安達邨愛達樓                 | 安達邨愛達樓                 | 安秀道           | 安秀道           |
| 17                                        | 17           | 安泰邨錦泰樓                 | 安泰邨錦泰樓                 | 安秀道           | 安秀道           |
| 18                                        | 18           | 安泰巴士總站                 | 安泰巴士總站                 | 安秀道           | 安秀道           |
| 19                                        | 19           | 順利消防局                   | 順利消防局                   | 利安道           | 利安道           |
| 20                                        | 20           | 順利邨利樓                   | 順利邨利樓                   | 利安道           | 利安道           |
| 21                                        | 21           | 順利邨利康樓                 | 順利邨利康樓                 | 順利邨道         | 順利邨道         |
| 22                                        | 22           | 順安邨安逸樓                 | 順安邨安逸樓                 | 利安道           | 利安道           |
| 23                                        | 23           | 順天巴士總站                 | 順天巴士總站                 | 順天巴士總站     | 順天巴士總站     |

## 客量
由於取道連接九龍灣和土瓜灣的啟德隧道，跟一般巴士路線和鐵路比較下，行車里程大大縮短，時間上有一定競爭力，加上藍田滙景花園和德田邨的居民，以及藍田邨重建陸續完成，過往使用九巴1A、14、14X的觀塘道沿線乘客轉投本線，開辦初期已常常座無虛席。多年經營後，口碑傳遍多個地區，任何時候也有客滿的情況出現。隨著西九龍、尖沙咀、九龍灣和觀塘持續有摩天商業大廈落成啟用，預計客量會進一步上升，達到飽和狀態，並有進一步上升趨勢，成為九巴線王之一。現時較常出現客滿的時段包括星期一至六早上、午飯後、傍晚及假日上午至中午由藍田開出，以及每日下午至深夜由九龍站開出的班次，即使非繁忙時間亦經常出現頂閘現象。在繁忙時段內，會提供特別班次由藍田開往九龍站，中途不停紅磡曲街巴士站，縮短整體行車時間。本線東行的行車時間大致穩定，但是西行的行車時間卻容易受到紅磡海底隧道以及加士居道的車龍影響，在繁忙時間，西行的行車時間會多15-20分鐘，直到東鐵綫過海延綫投入服務、西區海底隧道的專營權結束以及中九龍幹線啟用後，情況才有望改善。
因此，九巴及運輸署收到不少地區人士建議，在早晚繁忙時段取消停靠曲街巴士站，避免巴士須要從原有的靠右線跨過多條擠塞的行車線，才可以在最左線的巴士站停站，以減少班次失準。但運輸署認為因早晚繁忙時間於該站下車的乘客相當多（接近1000人次），若實施該等建議會影響現有乘客。有見及此，九巴及運輸署建議將九巴15線早晚繁忙時間部份班次，改為由廣田邨開出，依本線原有行車路線至啟德隧道後，改經新山道、土瓜灣道、馬頭圍道及寶其利街，以機利士南路為終站，編號為15X，在該線營運時段，本線將不停靠漆咸道北近曲街巴士站，同時為觀塘市中心一帶乘客提供另一特快往土瓜灣及紅磡的選擇。
運輸署在2012年11月30日的觀塘區議會屬下交通及運輸委員會會議中提出開辦15X線，有觀塘區議員稱有關建議獲該會通過，本線擬於2013年1月14日起投入服務，結果到了一星期後，即2013年1月21日才正式投入服務。

## 相關事件
交通意外
- 2001年1月12日：一輛正前往藍田（廣田邨）的丹尼士巨龍（GR7017）在尖沙咀梳士巴利道撞向前方貨車及的士，6人受傷。[11]
- 2013年6月19日：早上九時許，正開赴九龍鐵路站的一輛富豪奧林比安（GN4230）在油麻地柯士甸道西與雅翔道迴旋處與一輛貨車相撞後，貨車左邊車身剷上路壆花槽，司機不適送院。[12]巴士因損毀嚴重及車齡問題而不獲復修，提早於9天後（6月28日）退役。
- 2015年2月10日：晚上六時許，一輛往藍田（廣田邨）方向的丹尼士三叉戟（JT6032）駛經鯉魚門道東行近將軍澳道口時，附近一輛電單車遭行走新界專綫小巴10M線的豐田Coaster撞倒，並推向此路線巴士車底。電單車司機送院後證實死亡。[13]
- 2017年5月11日：晚上，一輛富豪B9TL（US9301）離開九龍站總站時失控撞牆，巴士車頭損毀，車長被困駕駛室內，另有兩名乘客受傷。[14]

巴士起火
- 2009年5月11日：早上十時許，一輛富豪超級奧林比安（KS7124）沿偉業街駛向藍田，至大業街交界時車尾引擎冒出濃煙，事件中無人受傷。[15]

車長事件
- 2014年7月8日：晚上十時許，一輛開往藍田（廣田邨）的丹尼士三叉戟（KR3892）在尖沙咀「新港中心」巴士站上客，期間一名剛在附近店舖偷竊的男子登上巴士，並衝向巴士車尾。追捕賊人的店員走到司機位旁，敲窗要求車長不要開車，賊人其後上前以硬物挾持女車長頸部，事後遭乘客合力制服。[16]
- 2016年3月25日：上午八時許，一輛往九龍站方向的富豪超級奧林比安（JR6205）駛至廣東道時未有左轉柯士甸道西，而繼續駛往同年2月起不能直通九龍站的匯翔道，需駛入私人屋苑Grand Austin掉頭以駛回原定路線。事後有網民指出同類事件已非首次發生。[17]

網上事件
- 網民SE692聲稱215X線對其學業造成負面影響，因而對此路線作出盲目批評，更為此創作多首相關改歌（例如《登車要競賽》、《擠迫的時候》、《理大之歌》等，部分甚至含有粗口成分），惹來網民熱烈討論。

## 外部連結
- 九巴215X線官方網站路線資料 （页面存档备份，存于）
- 681巴士總站－215X （页面存档备份，存于）
- 681巴士總站－215P （页面存档备份，存于）